# Елементоорганична химия
Елементоорганична химия е раздел на органичната химия, която изучава строежа и свойствата на съединенията, съдържащи връзката E–C (където E може да бъде всеки един елемент с изключение на H, O, N, S, Cl и Br). Към основни класове елементоорганични съединения се отнасят металоорганични, бороорганични, силициоорганични, фосфороорганични и флуороорганични съединения.